# Wheeler National Monument
Wheeler National Monument to nieistniejący już pomnik narodowy w Stanach Zjednoczonych, w stanie Kolorado. Pomnik został ustanowiony 7 grudnia 1908 roku przez prezydenta Stanów Zjednoczonych Theodore'a Roosevelta. Decyzją Kongresu Stanów Zjednoczonych z 3 sierpnia 1950 roku tereny pomnika przekazano w zarząd Bureau of Land Management i włączono do istniejącego współcześnie lasu narodowego Rio Grande National Forest